# BF-graphe
En théorie des graphes, un BF-graphe est un hypergraphe orienté où tous les hyperarcs sont soit des B-arcs, soit des F-arcs. Un B-arc est un hyperarc orienté dont la tête est de taille {\displaystyle 1}, tandis qu'un F-arc est un hyperarc orienté dont la queue est de taille {\displaystyle 1}.